# Guadalupe de Canal
Guadalupe de Canal är en ort i Mexiko.   Den ligger i kommunen San Miguel de Allende och delstaten Guanajuato, i den centrala delen av landet, 230 km nordväst om huvudstaden Mexico City. Guadalupe de Canal ligger 2 083 meter över havet och antalet invånare är 302.
Terrängen runt Guadalupe de Canal är huvudsakligen kuperad, men åt nordost är den platt. Runt Guadalupe de Canal är det ganska tätbefolkat, med 96 invånare per kvadratkilometer. Närmaste större samhälle är San Miguel de Allende, 5,0 km nordväst om Guadalupe de Canal. Trakten runt Guadalupe de Canal består i huvudsak av gräsmarker.